# Fontanna Potop

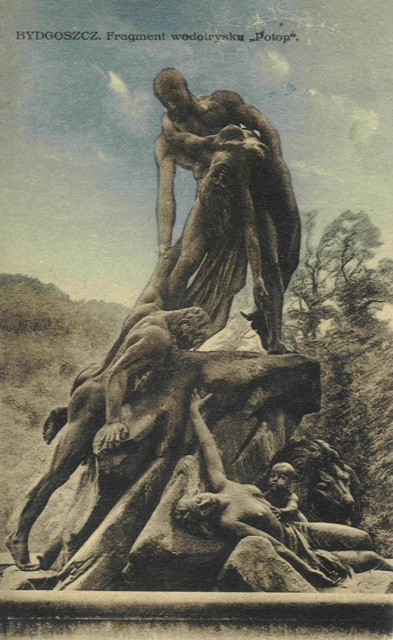
Centrum fontanny przed 1914

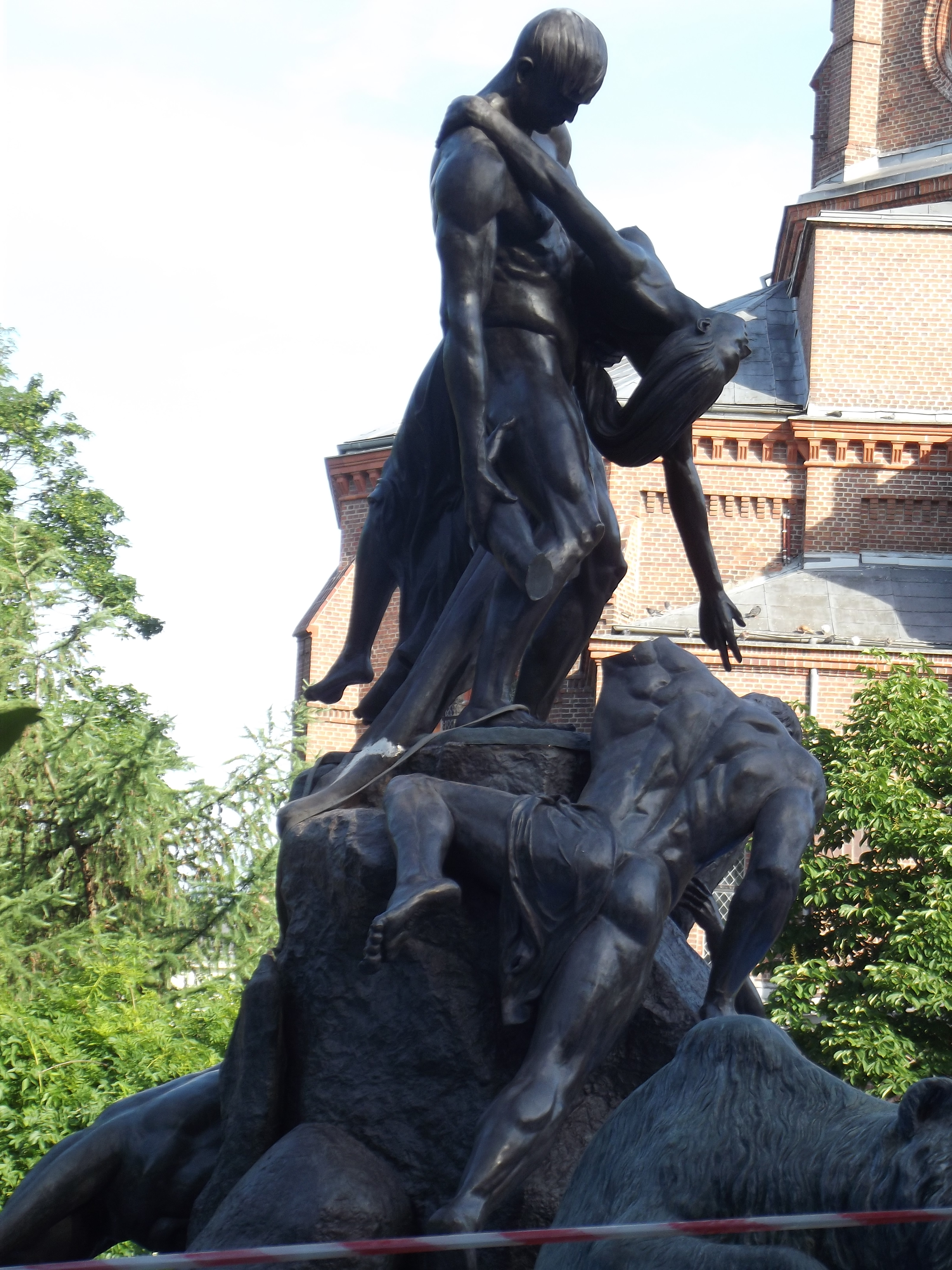
Rekonstrukcja Potopu - kilka dni przed uroczystym odsłonięciem (zdjęcie z 18.06.2014 r.)

Fontanna Potop – fontanna, wielofigurowa kompozycja rzeźbiarska istniejąca w latach 1904-1943 i od 2014 w Bydgoszczy. Przez cały okres pierwszego istnienia (39 lat) i obecnie dzieło to jest jedną z atrakcji turystycznych Bydgoszczy. Od 2006 do 2014 roku trwał proces rekonstrukcji rzeźby prowadzony przez Społeczny Komitet Odbudowy Bydgoskiej Fontanny Potop. Uroczyste odsłonięcie nastąpiło 26 czerwca 2014 roku.

## Opis
Pomnik przedstawia kulminacyjny moment biblijnego Potopu - scenę, gdy giną zwierzęta i ludzie, którzy nie znaleźli schronienia w arce. Grupa posągowa fontanny składała się z trzech niezależnie stojących części. 
W centrum fontanny znajduje się mężczyzna, podtrzymujący lewym ramieniem omdlewającą kobietę. Drugą ręką usiłuje wciągnąć na skałkę innego mężczyznę. U stóp skały leży młoda matka, zmarła z wyczerpania, która zdołała jednak uratować swoje dziecko, bezradnie rozglądające się po wodnej pustyni. Obok wdrapuje się lew, nie czyniąc jednak szkody ludziom. Jest to główna figura, dominująca nad pozostałymi, usytuowana w centrum niecki fontanny.
Drugą figurę tworzy samotna niedźwiedzica, z głową skierowaną na wschód i prawą łapą uniesioną, opartą o skałę. W zaciśniętej paszczy trzyma bezwładne, martwe ciało małego niedźwiadka.
Trzecia część rzeźby nawiązuje do mitologii greckiej. Przedstawia scenę walki człowieka z oplatającym go wężem morskim, na wzór grupy Laokoona. Oddany został wysiłek mięśni i napięcie podczas tych zmagań.
Kompozycja rzeźbiarska ma 6 metrów wysokości i wykonana została z brązu, masa całości wynosiła 9 ton. Ściany basenu zbudowano z czerwonego piaskowca, stopnie z szarego granitu śląskiego, a otaczający chodnik ułożono w mozaikę.

## Historia fontanny
Fontanna była efektem konkursu ogłoszonego w 1897 roku przez Krajową Komisję dla Popierania Sztuki Plastycznej w Poznaniu (niem. Landes Kunst Komission für Fordemung der Bildende Künste) na wodotrysk - rzeźbę w Bydgoszczy. Konkurs, na który wpłynęło 44 prac, wygrał berliński artysta - rzeźbiarz Ferdinand Lepcke (1866-1909). 
Prace nad wykonaniem i ustawieniem pomnika trwały 6 lat. Postawiono go w ogrodzie regencyjnym (dziś park im. Kazimierza Wielkiego). Uroczystego odsłonięcia dokonano 23 lipca 1904 o godz. 11.00. Woda do wodotrysku została podłączona ponad rok później, ponieważ po uroczystości trzeba było konstrukcję ponownie rozłożyć na części i usunąć poważne usterki, a i tak początkowo fontanna nie działała jak należy. Dopiero po interwencji specjalistów z Berlina, w roku 1908 fontanna zaczęła działać poprawnie. W uroczystości odsłonięcia, która zgromadziła przedstawicieli władz z Berlina i Poznania oraz licznie przybyłych mieszkańców, udział wziął także autor Ferdinand Lepcke. W 1908 wykonał on również statuę „Łuczniczki”, która stanęła na Placu Teatralnym w 1910 roku i dziś jest najpopularniejszym symbolem grodu nad Brdą i Wisłą. Koszt całego przedsięwzięcia według różnych źródeł wahał się między 110 a 200 tys. marek.
Fontanna „Potop” czytelna w swoim biblijnym przesłaniu emanowała dramatyzmem wydarzeń i budziła podziw. Ulokowana wśród zieleni w parku była obiektem częstych odwiedzin w trakcie tradycyjnych spacerów i szybko stała się stałym elementem pejzażu miasta. Bydgoszczanie szczycili się jej posiadaniem. Rzeźba przetrwała do 7 stycznia 1943, kiedy to decyzją okupacyjnych (niemieckich) władz miasta rozpoczęto jej rozbiórkę, w celu pozyskania metalu na cele wojenne. Po II wojnie światowej zachował się jedynie basen, zaś rzeźba została zastąpiona czterema kamiennymi rybami tryskającymi wodą, autorstwa Józefa Makowskiego. Rzeźby ryb w 2010, po blisko 40 latach zostały zdemontowane w związku z rekonstrukcją fontanny. Uszkodzone ryby trafiły na składowisko Spółdzielni Socjalnej „Bydgoszczanka” przy ul. Smoleńskiej. Po renowacji planowano ustawienie ich na skwerze u zbiegu ul. ks. Skorupki i Orlej, ale ostatecznie 2 czerwca 2022 ustawiono je północnym brzegu Wyspy Młyńskiej.
Bydgoska fontanna „Potop” miała dwie kopie: pierwsza w rodzinnym mieście rzeźbiarza w Coburgu w Bawarii, jednak bez dwóch bocznych rzeźb, a druga w Eisleben, w Górnej Saksonii. Rzeźby z Bydgoszczy w styczniu 1943 roku i z Eisleben w grudniu 1942 roku zostały przetopione na cele wojenne. Pozostała jedynie niepełna rzeźba w Coburgu, w oparciu o którą Stowarzyszenie Odbudowy Bydgoskiej Fontanny „Potop” zrekonstruowało to dzieło artystyczne. 
Proces rekonstrukcji zainicjowano w 2004 roku. Środki finansowe zebrano ze składek społecznych, miasta Bydgoszczy, władz samorządowych województwa kujawsko-pomorskiego oraz funduszy unijnych. W kwietniu 2009 ustawiono przed Galerią Drukarnia pierwszy odtworzony fragment pomnika: niedźwiedzicę. W kwietniu 2010 przeniesiono ją do wyremontowanej w 2009 misy fontanny w parku im. Kazimierza Wielkiego, przy której na koszt miasta zrekonstruowano dawną, kolorową mozaikę w formie kręgów i fal. 30 czerwca 2010 do fontanny trafił drugi fragment rzeźby - człowiek walczący z wężem. Autorem rekonstrukcji tej części fontanny jest Michał Pronobis z Radoszyc koło Kielc, a jej odlew warty ponad 100 tys. złotych został wykonany przez Jacka Guzerę w Kielcach. 3 października 2012 wróciła na swoje miejsce centralna figura mężczyzny ratującego kobietę. Brązowa figura o wysokości 3 m i masie 1200 kg również została zrealizowana przez zespół Pronobis - Guzera. W 2014 wykonano remont misy fontanny oraz zamontowano stację uzdatniania wody oraz oświetlenie. Ostatni element fontanny o wysokości 7 m przybył do miasta 14 czerwca 2014, po czym przystąpiono do montażu całości. Uroczyste odsłonięcie zrekonstruowanej fontanny zgodnie z planem nastąpiło 26 czerwca 2014. Koszt odbudowy wyniósł 2,5 mln zł.
Jesienią 2019 przeprowadzono prace konserwacyjne misy fontanny: z wnętrza niecki usunięto kilkucentymetrowe wypełnienie, a następnie pokryto ją elastomerem odpornym na warunki atmosferyczne. Korzystając z okazji, odkamieniono również rury doprowadzające wodę do fontanny. Remont wymagał czasowego demontażu fragmentu rzeźby, tj. posągu niedźwiedzicy. W I połowie 2020 konserwacji poddano grupę mężczyzny walczącego z wężem. Z powodu pandemii COVID-19, w 2020 fontanna została uruchomiona dopiero 20 sierpnia 2020.

## Galeria

### Widok ogólny

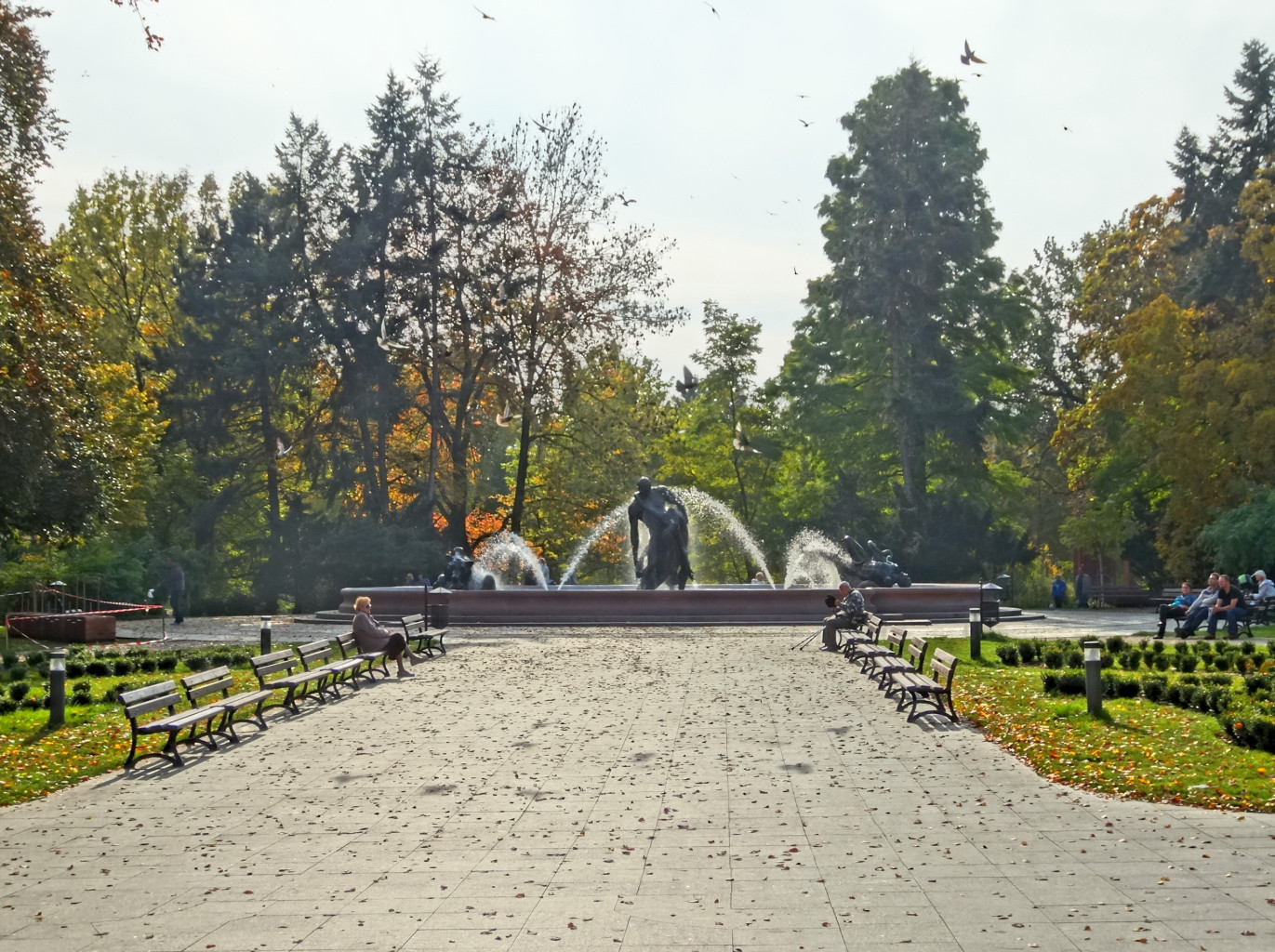
Widok od pl. Wolności
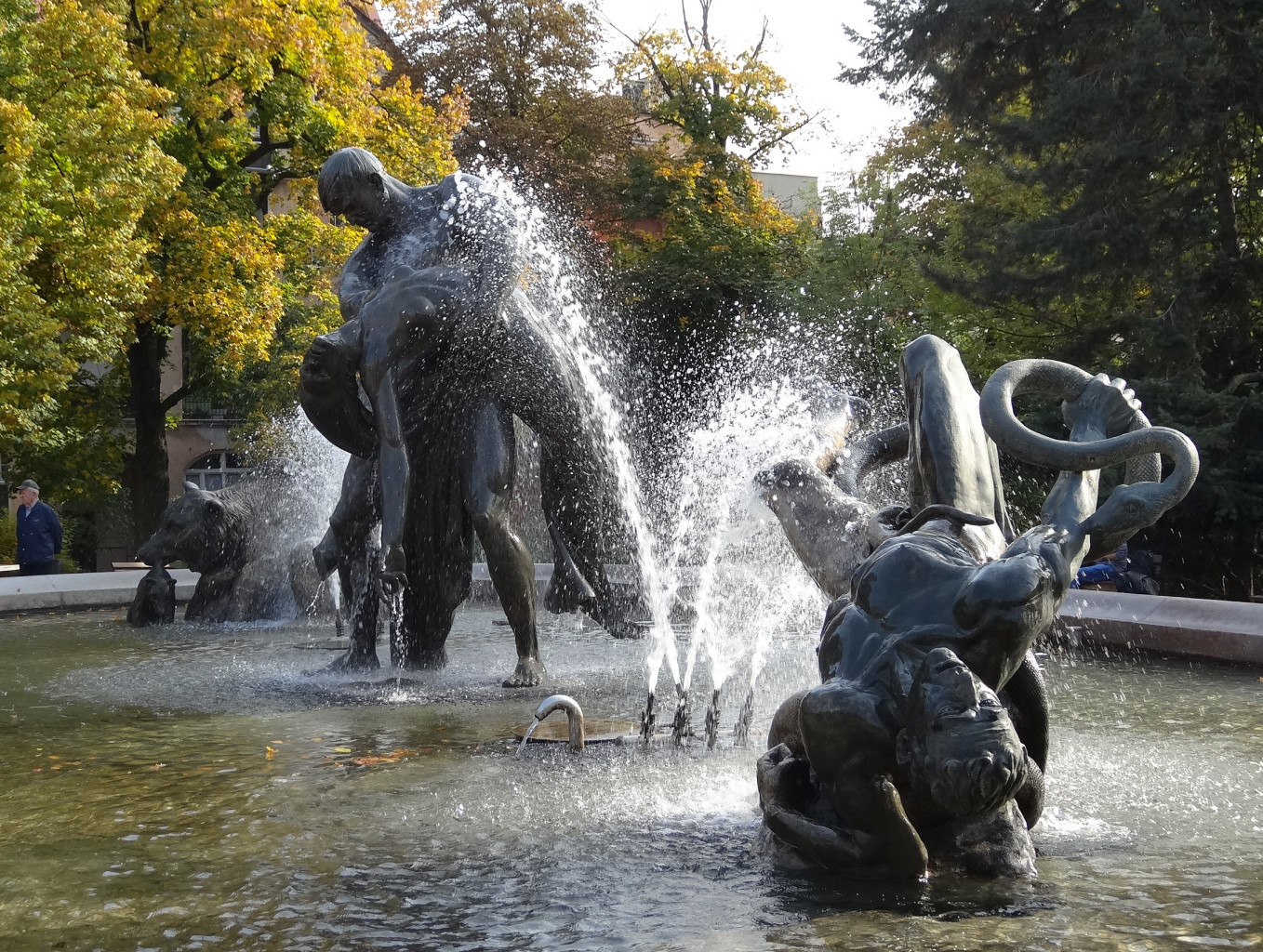
Figury zrekonstruowane do 2012 roku
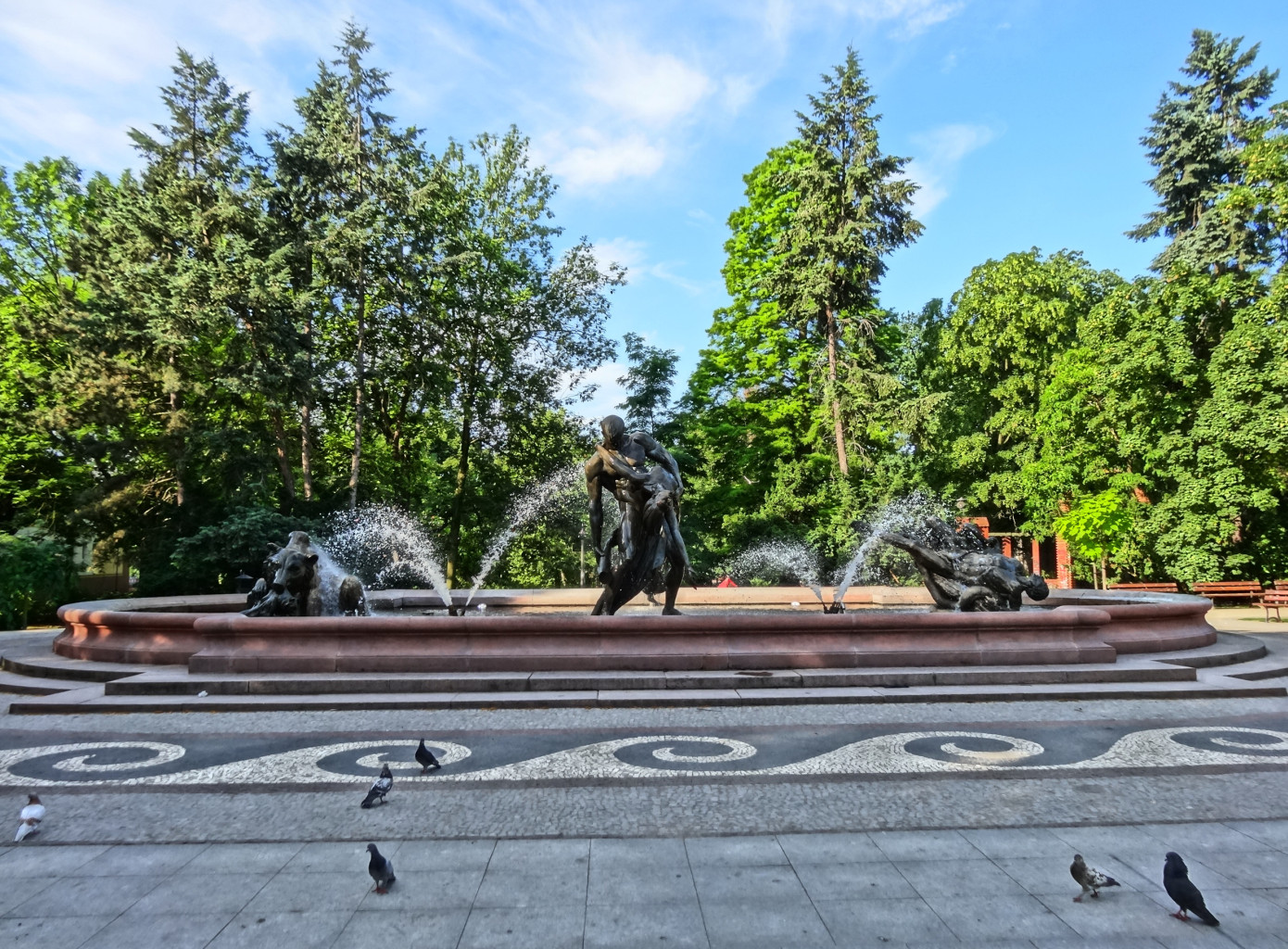
Latem
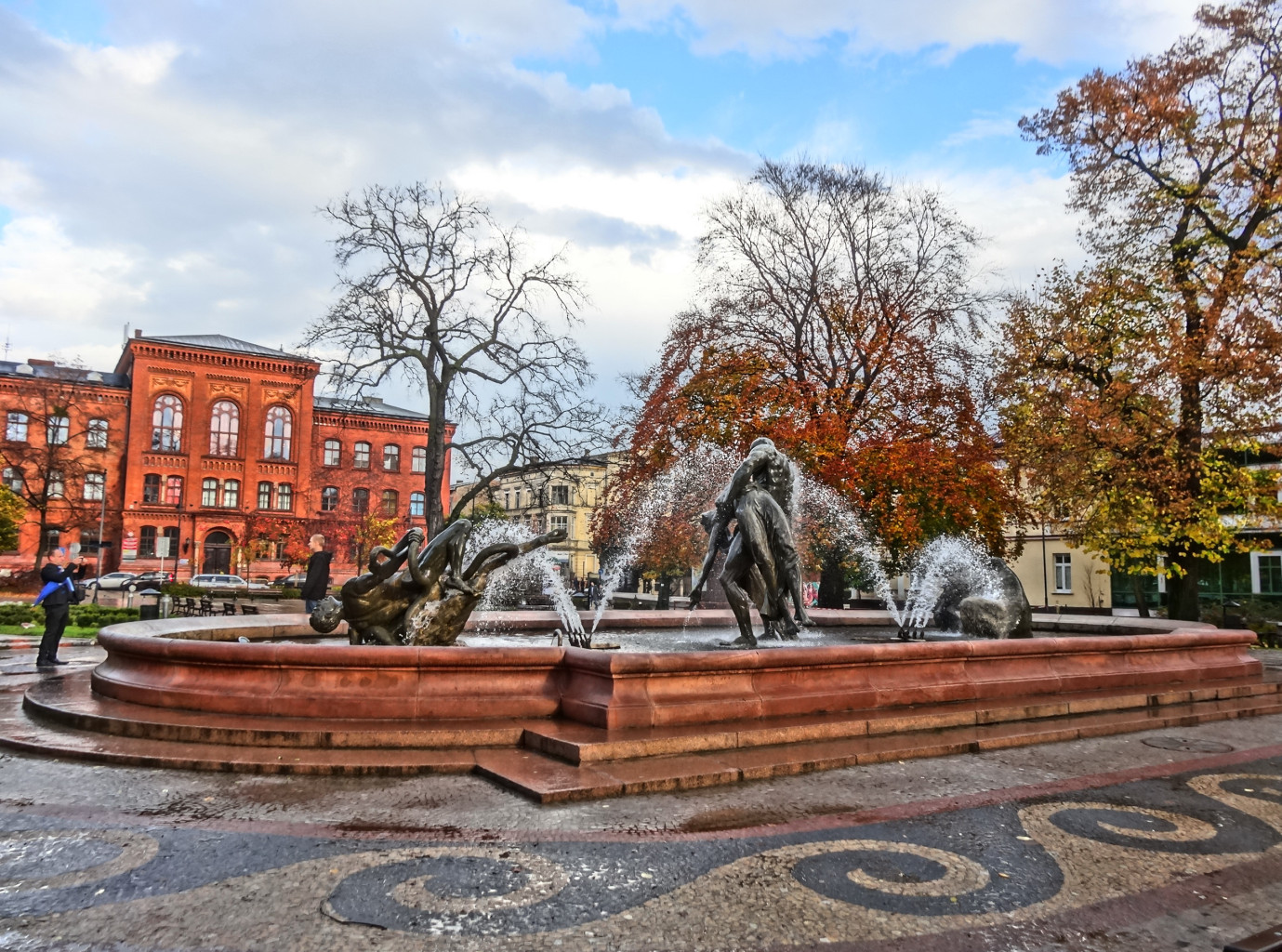
Jesienią
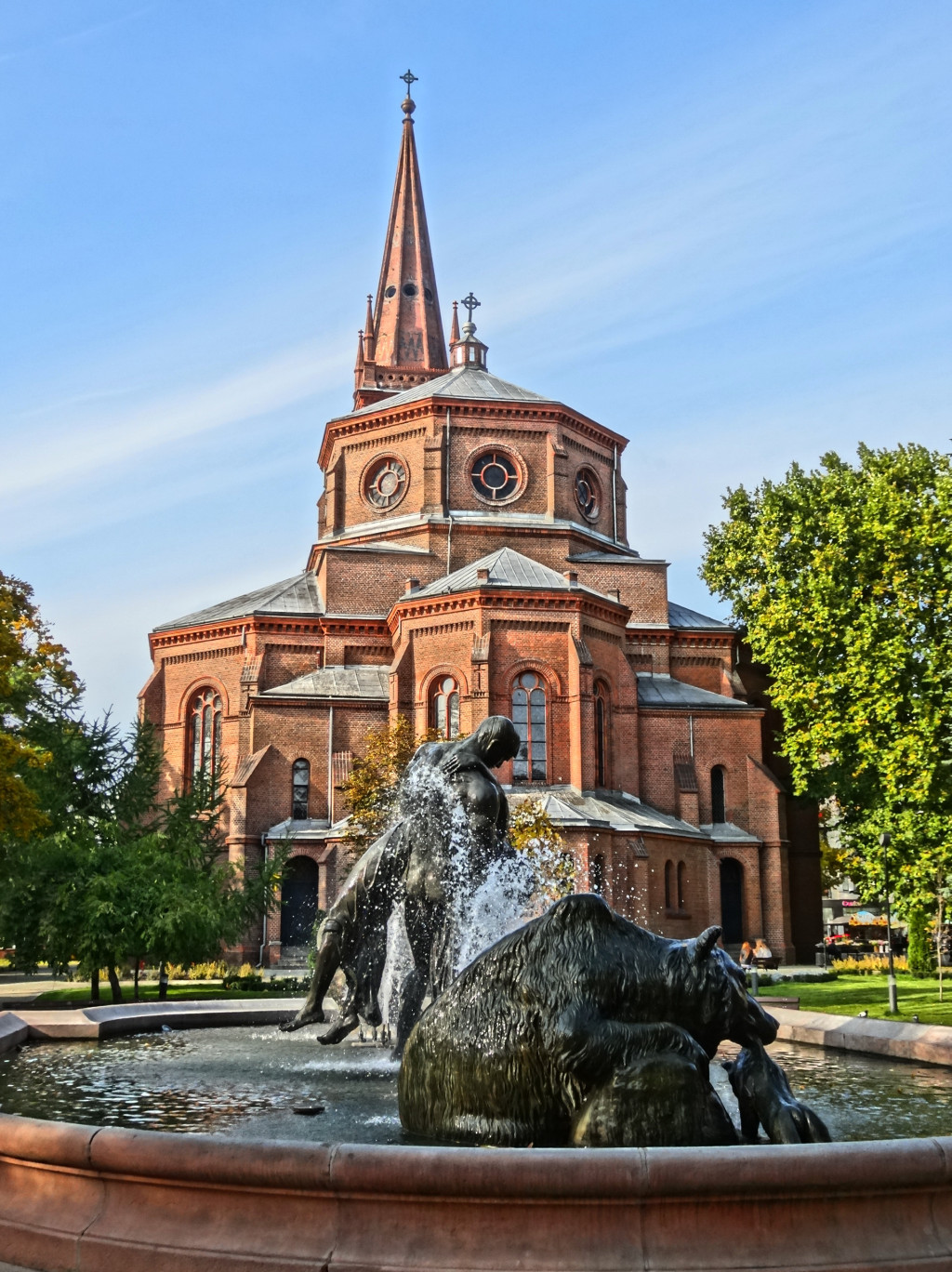
Na tle kościoła św. Piotra i Pawła

### Mężczyzna ratujący kobietę

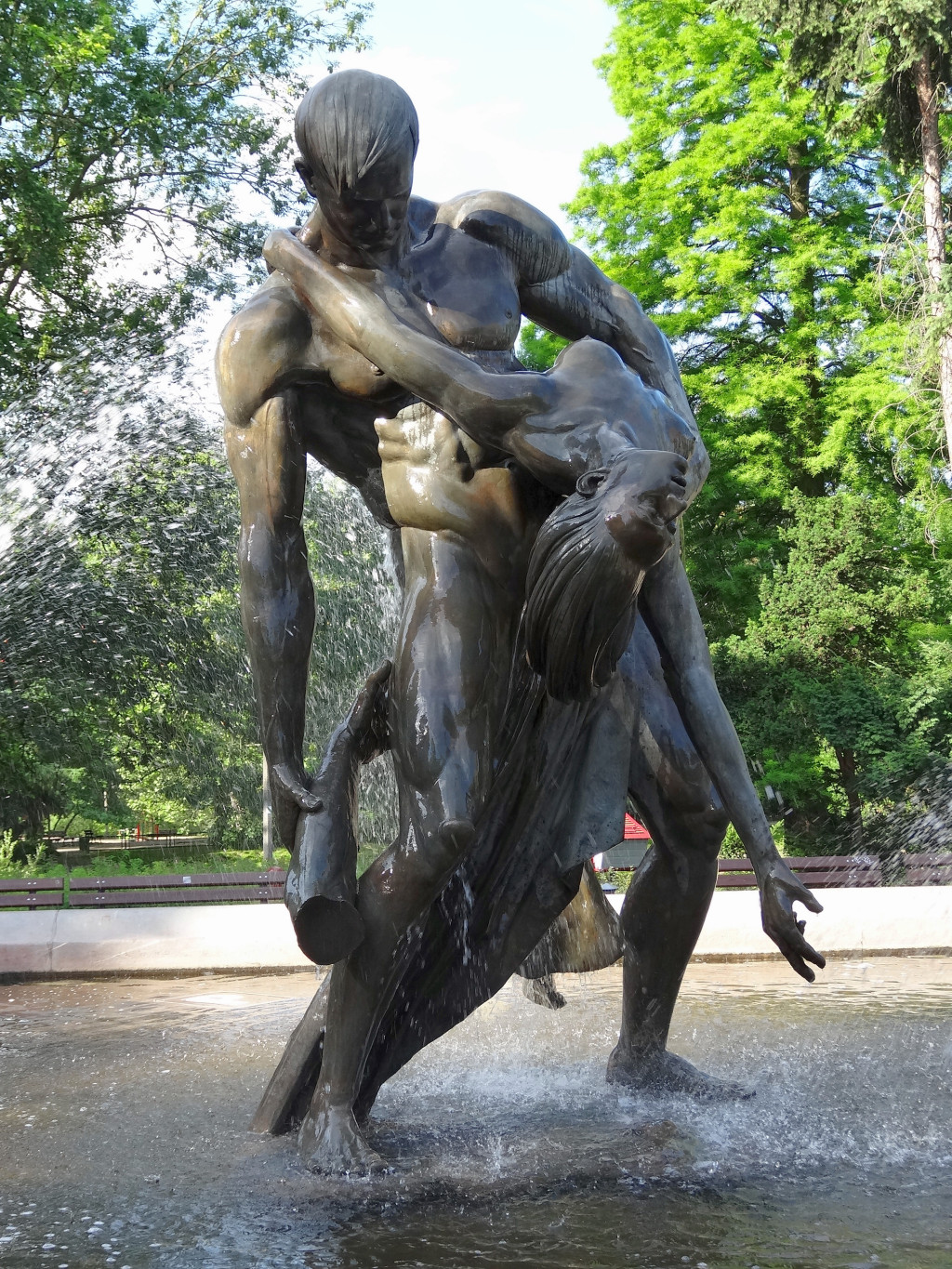
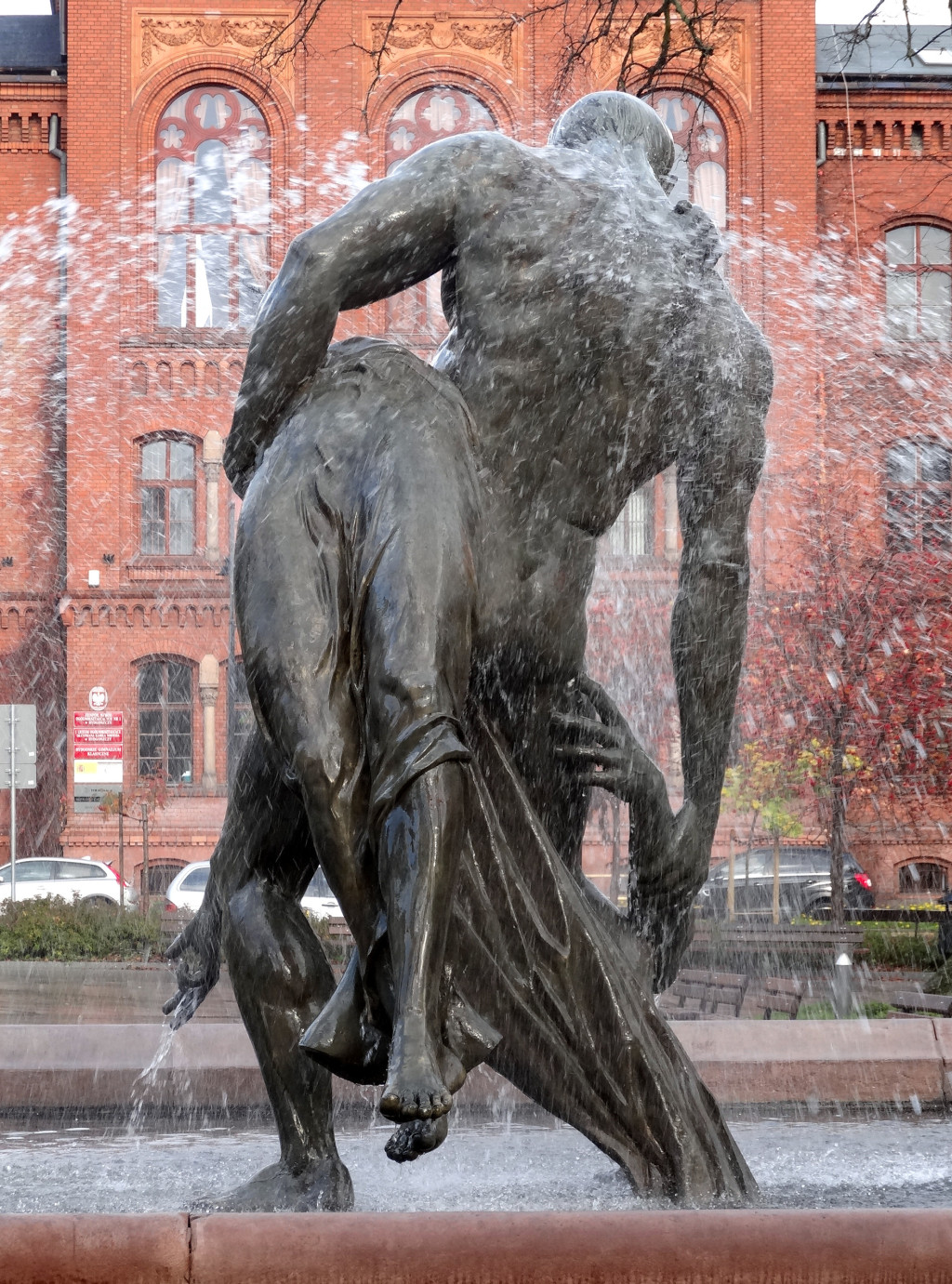
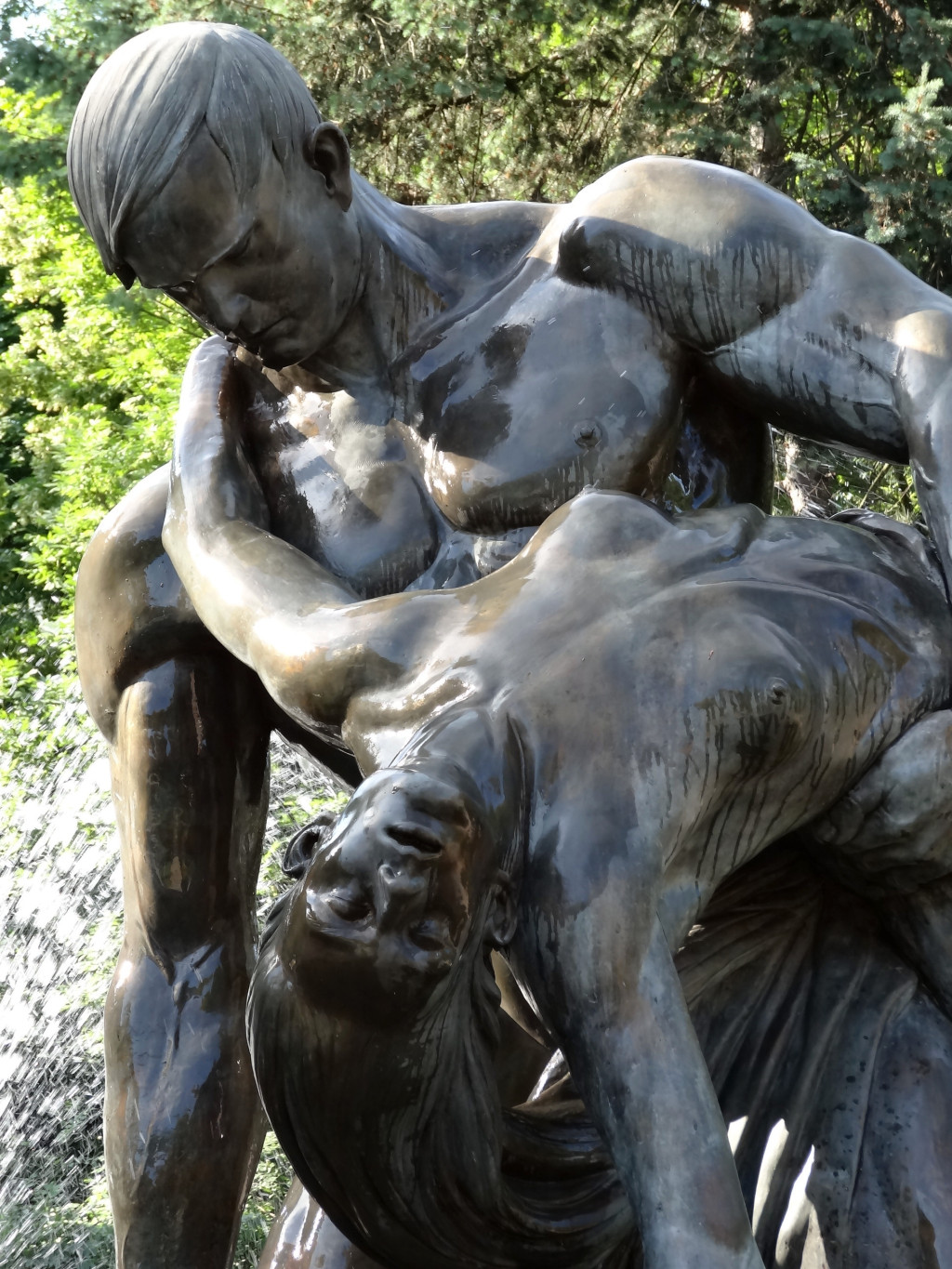
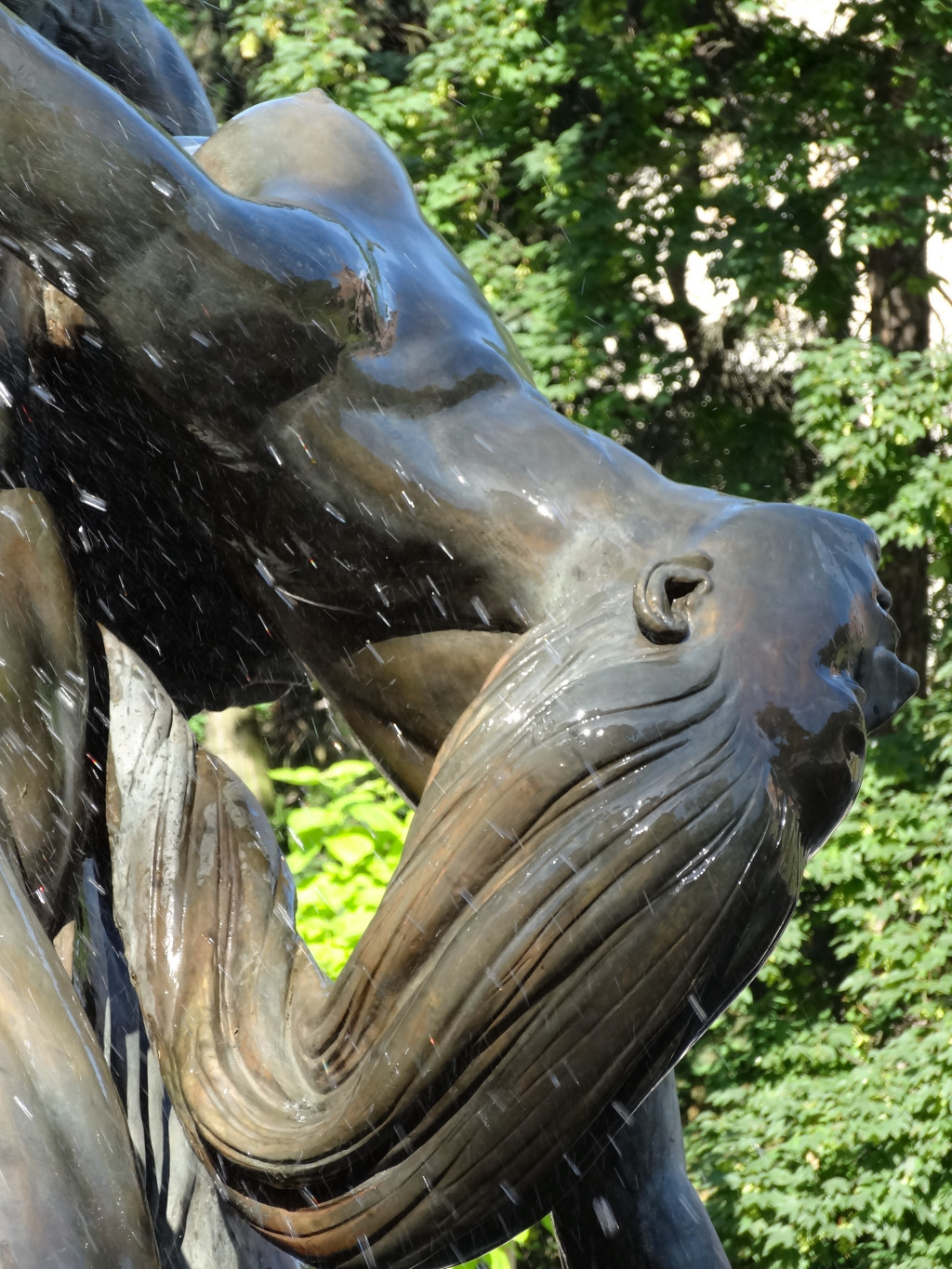

### Inne figury

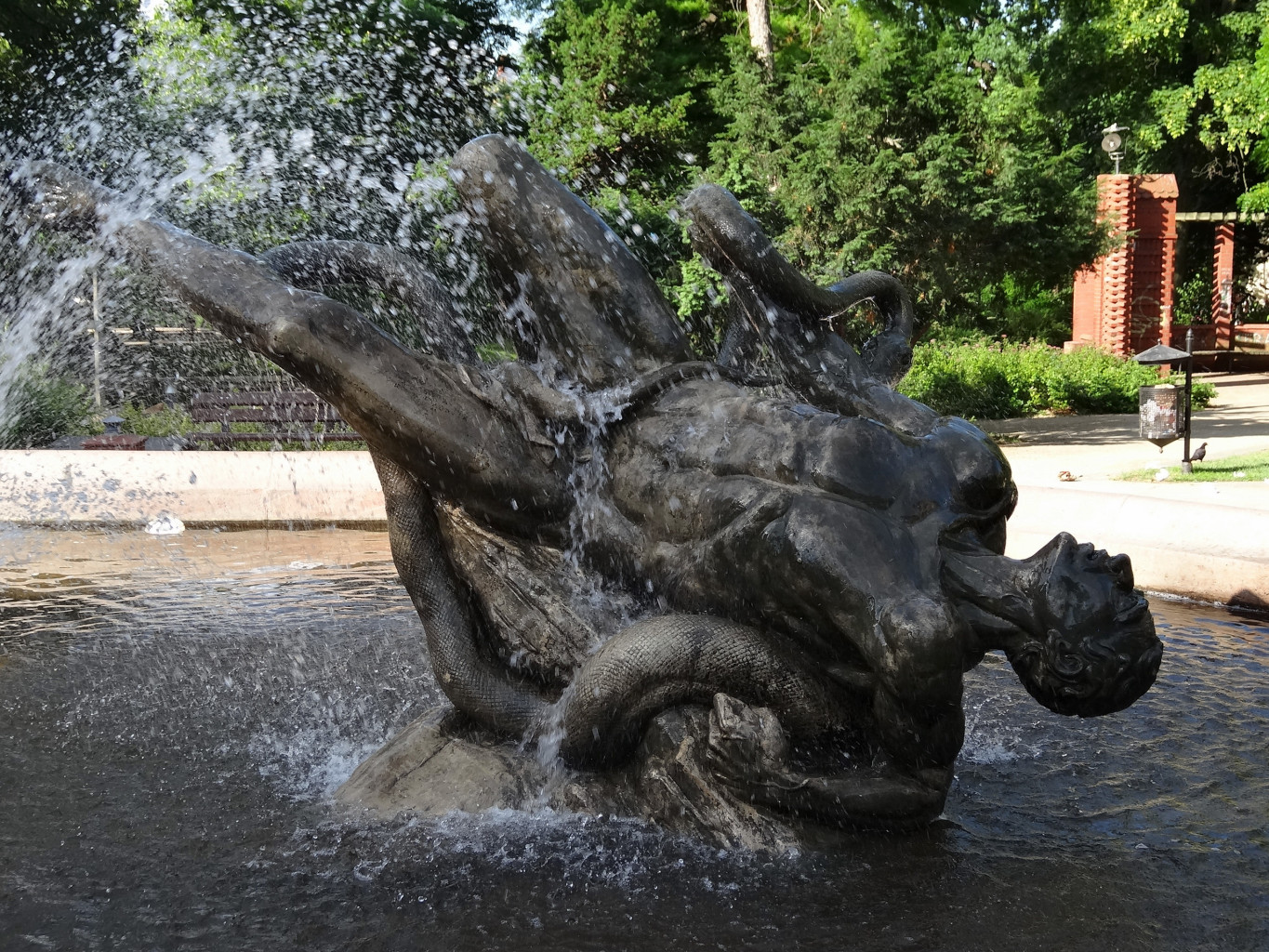
Człowiek walczący z wężem
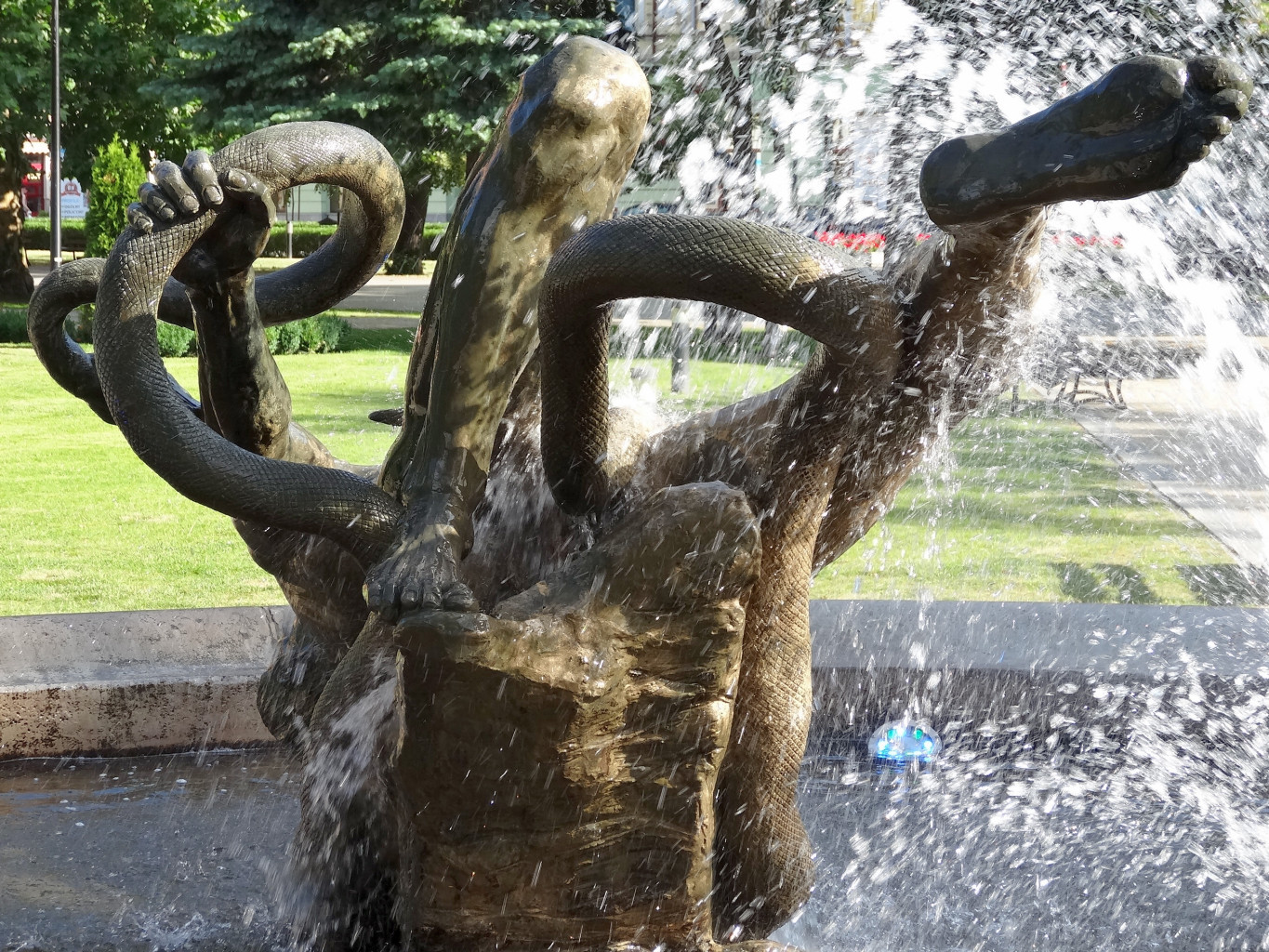
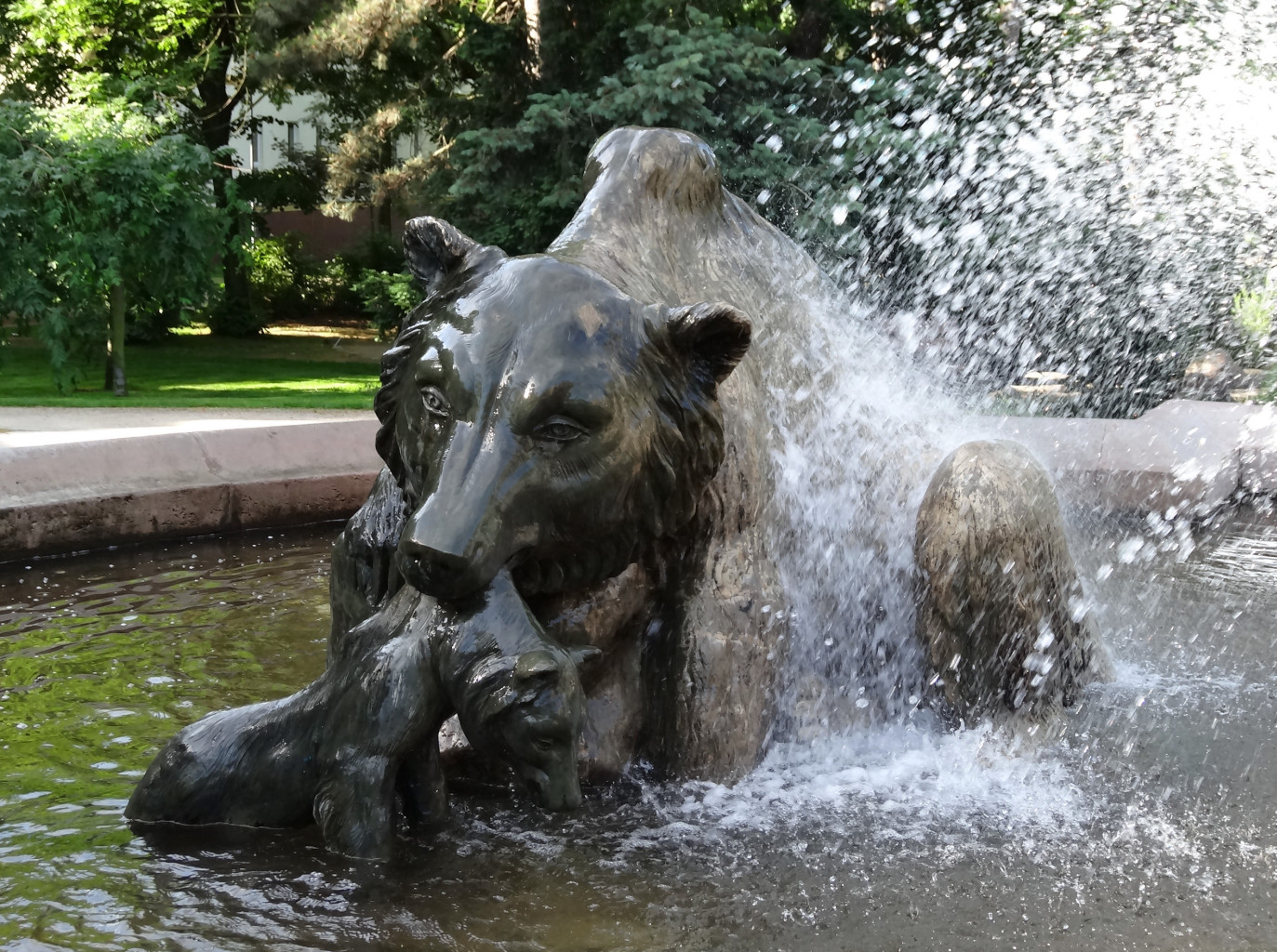
Niedźwiedzica
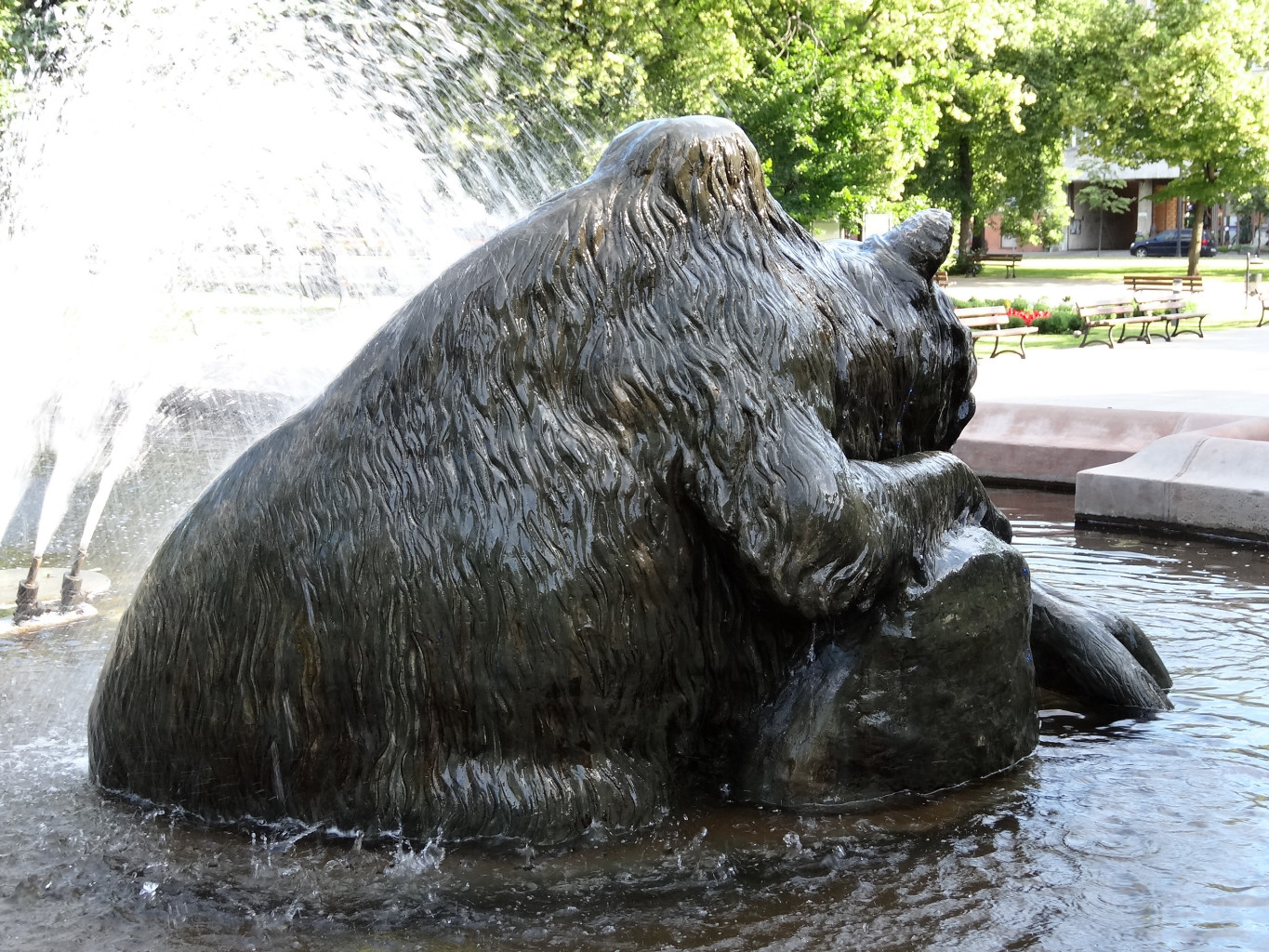

### Nocą

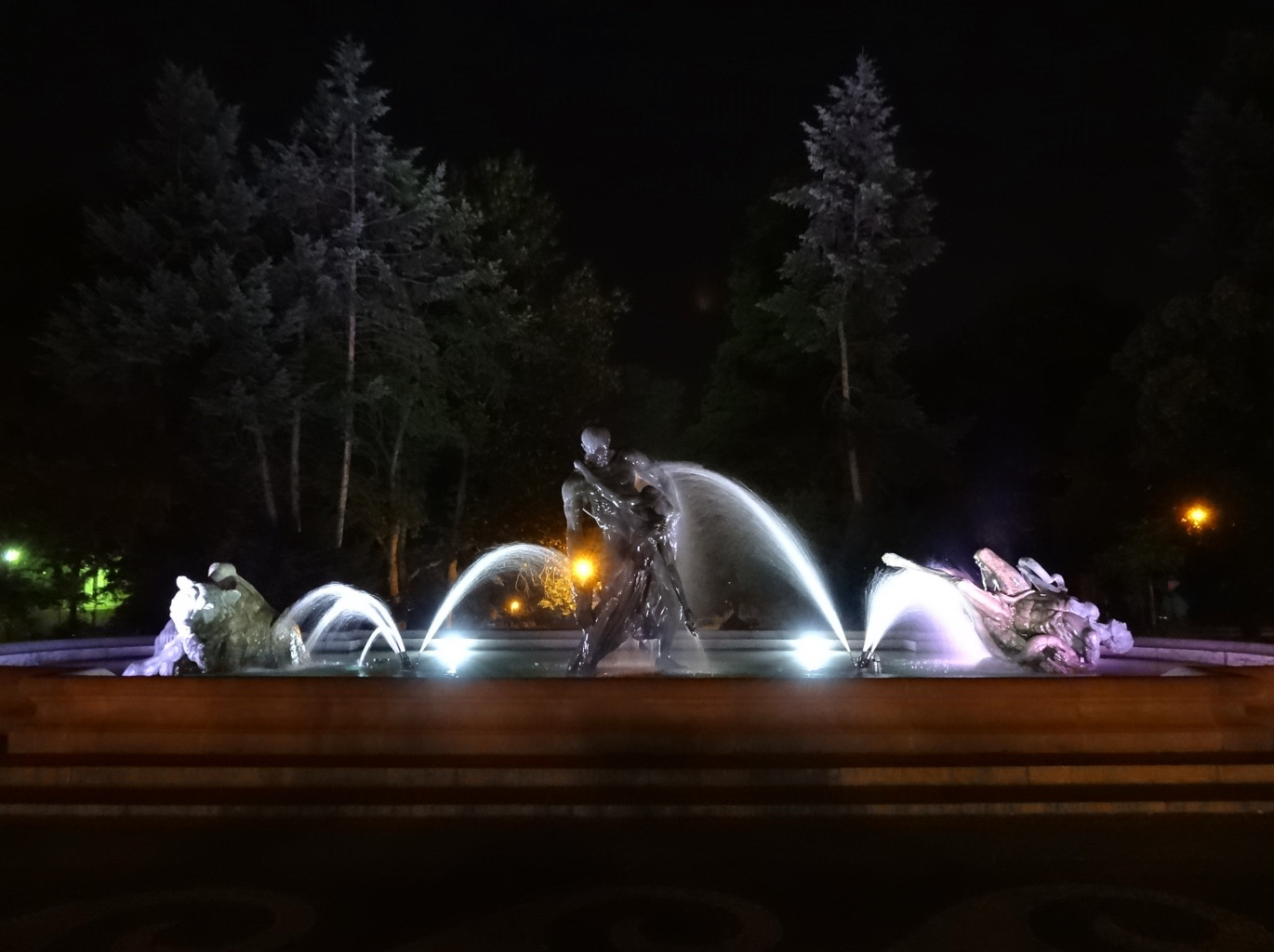
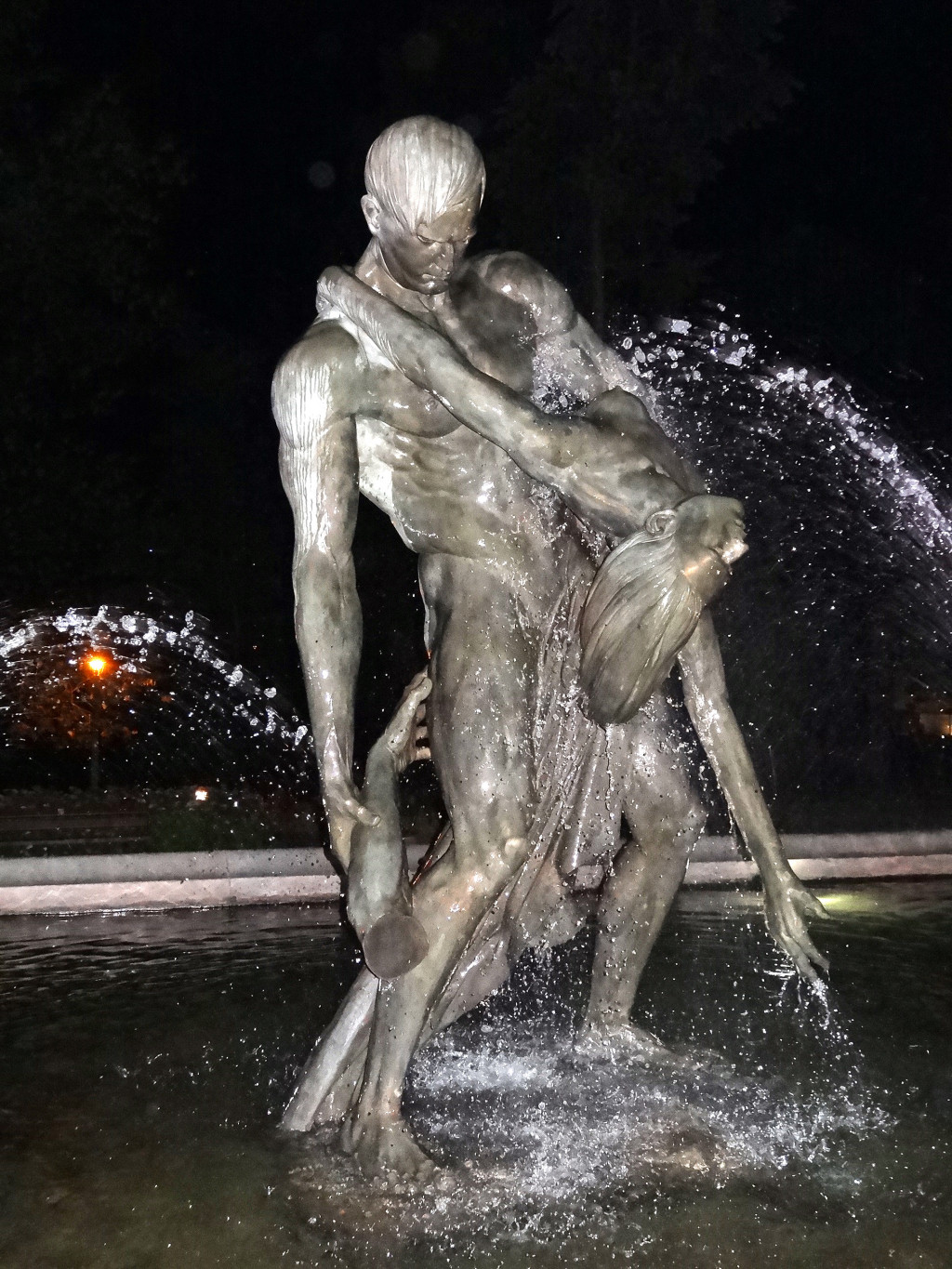
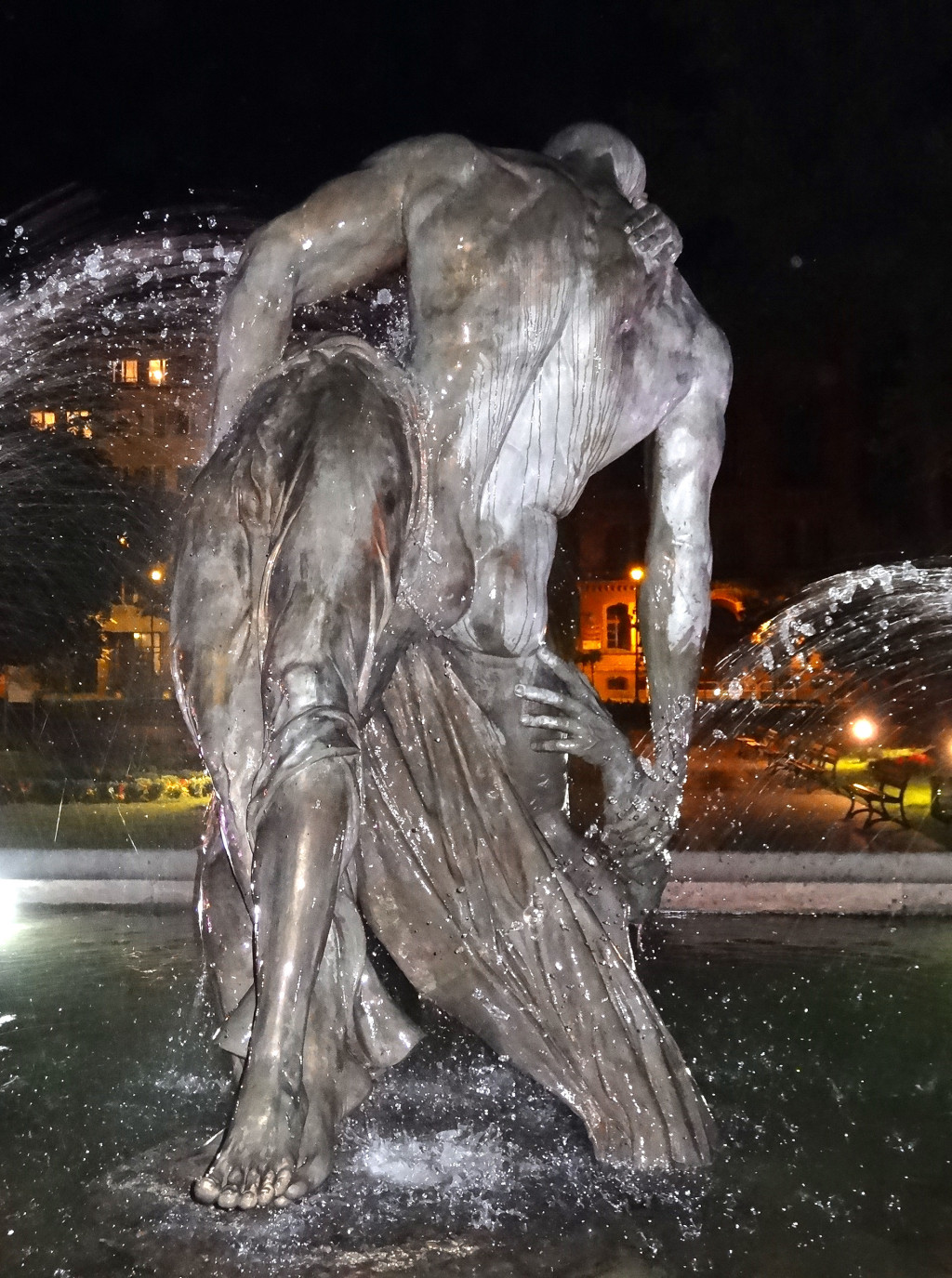
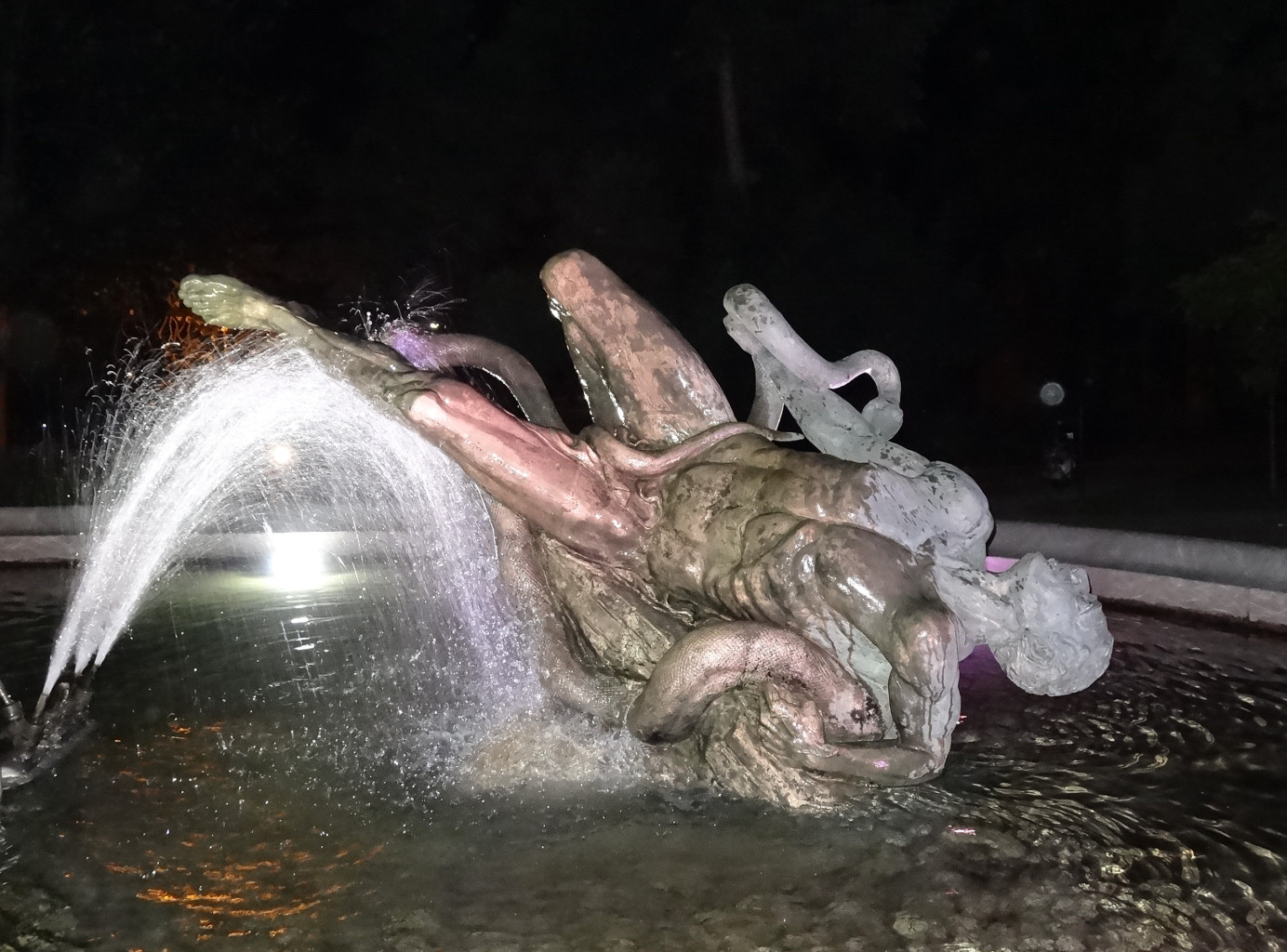
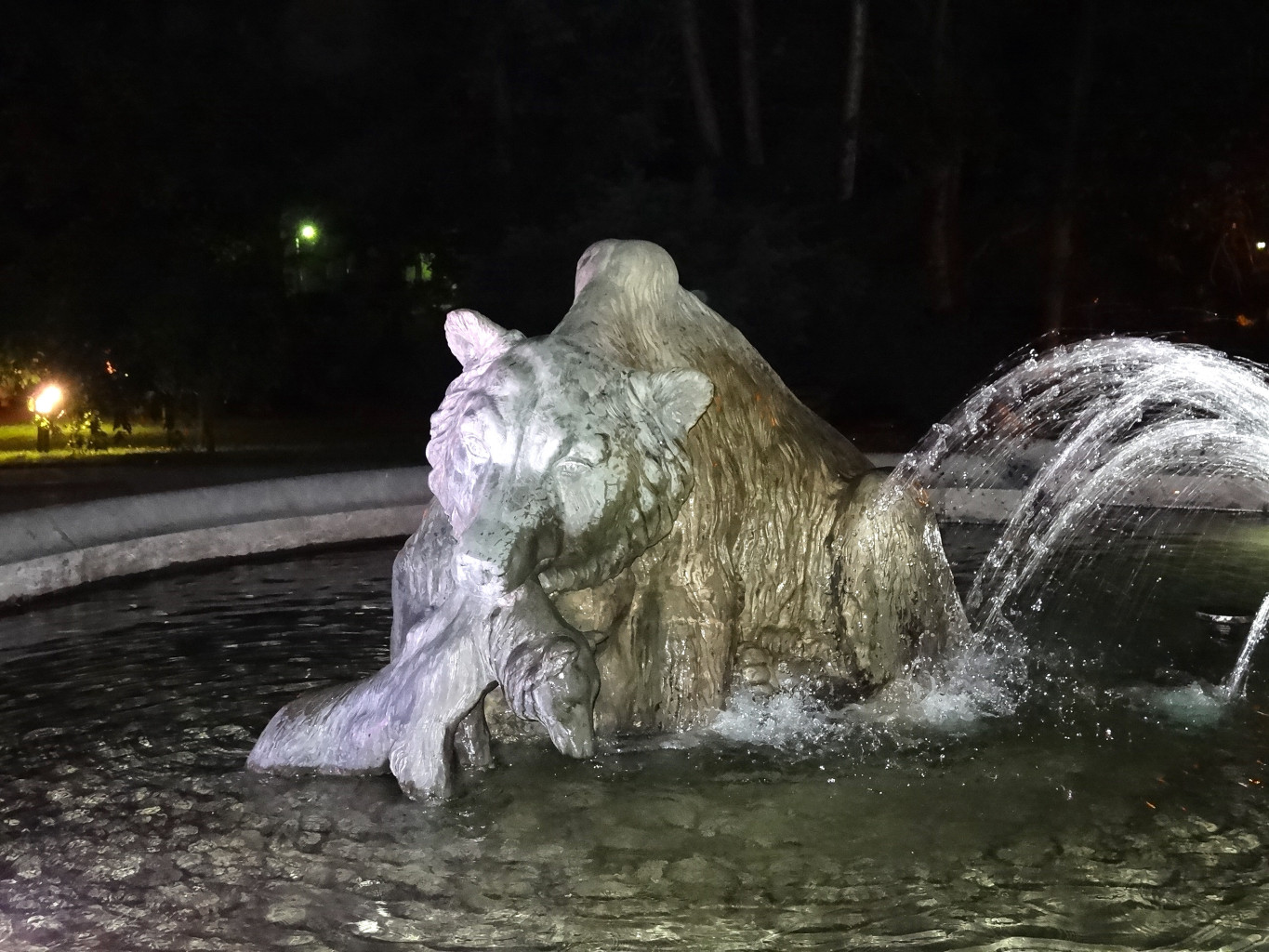